# Anisolsulfonsäuren
| keine Einstufung verfügbar |

| keine Einstufung verfügbar |

| keine Einstufung verfügbar |

Die Anisolsulfonsäuren bilden eine Stoffgruppe in der Chemie, die sich sowohl von der Benzolsulfonsäure als auch vom Anisol ableitet. Die Struktur besteht aus einem Benzolring mit angefügter Sulfonsäure- (–SO2OH) und Methoxygruppe (–OCH3) als Substituenten. Durch deren unterschiedliche Anordnung ergeben sich drei Konstitutionsisomere mit der Summenformel C7H8O4S.